# گوسزاپوودنیکا
گوسزاپوودنیکا (به لاتین: Goszapovednika) یک منطقهٔ مسکونی در روسیه است که در استان آستراخان واقع شده‌است.